# Тредвелл, Джеймс
Джеймс Каллум Тредвелл (англ. James Cullum Tredwell, род. 27 февраля 1982, Ашфорд, Кент) — английский бывший игрок в крикет международного класса. Леворукий бэтсмен и праворукий офф-спин боулер, он играл в национальном крикете за крикетный клуб графства Кент и был назначен капитаном команды графства на сезон 2013 года. Он дебютировал за «Кент» в сезоне 2001 года, за девять дней до своего первого выступления за юношескую сборную Англии (до 19 лет). Он часто выходил на поле на позиции слипа.
С 2002 года он участвовал в однодневных матчах за «Кент», но постоянное место в команде чемпионата графств первого класса занял только в 2007 году, через год после того, как сделал свой первый десятиочковый хет-трик. В 2007/08 годах он был выбран в состав сборной Англии для участия в однодневных матчах (ODI) в рамках тура по Новой Зеландии, но дебюта на международной арене ему пришлось ждать до 2010 года.
После впечатляющего сезона 2009 года в команде «Кент», который помог команде вернуться в первый дивизион чемпионата графств, Тредвелл сыграл свой первый тест и ODI против Бангладеш в марте 2010 года. Его дебют на турнирах Twenty20 International состоялся два года спустя. Он взял 78 калиток в 74 международных матчах.
В сентябре 2018 года Тредвелл объявил о завершении игровой карьеры в результате травмы, полученной после пяти выступлений в предсезонной кампании «Кента» в региональном соревновании Super50 Вест-Индии 2017/18 гг в начале домашнего сезона 2018 года. В 2019 году он был назначен членом Национальной судейской коллегии ECB, что дало ему право выступать в качестве судьи на матчах Second XI и Minor Counties.

## Ранняя карьера
Тредвелл родился в Ашфорде (Кент), и получил образование в Саутлендской муниципальной общеобразовательной школе в Нью-Ромни. Его отец, Джон, сыграл более 1000 раз за клуб Фолкстоун и тренировал своего сына в Фолкстонском крикетном клубе. Тредвелл продолжал играть в крикет за Фолкстоун и в Кентской крикетной лиге.
Он трижды участвовал в тестовых матчах за юношескую сборную Англии (до 19 лет) против Вест-Индии в августе 2001 года. Он дебютировал в первом тесте на Грейс-Роуд (Лестер), вместе с будущими игроками в крикет, Джеймсом Андерсоном и Мэттом Приором. Во время серии он взял шесть калиток со средним коэффициентом 32,50.
В 2001 году, после игры за молодёжную команду, ему предложили контракт с крикетным клубом графства Кент. Он был одним из 14 игроков, которые были отобраны для участия в Национальной академии ECB в Лафборо в 2003/04 годах и последующих турах в Малайзию и Индию.

## Каунти-крикет
Свое первое выступление в Списке А за Кентский совет по крикету он провёл против Вустерширского совета по крикету в первом раунде Трофея NatWest 2000 года, когда его выбили за десять очков и он взял одну калитку. Он также участвовал в последующих двух раундах соревнования, пока Хэмпшир не выбил их в третьем раунде. Остаток сезона 2000 года он провёл, играя за команду Kent Second XI. Он снова принял участие в первых трёх раундах переименованного Трофея Челтнема и Глостера 2001 года, забив 71 мяч в дебюте против Бакингемшира во втором раунде, и 57 мячей с той же позиции в третьем раунде в поражении от Уорикшира. Его дебют в первом классе за Кент состоялся позже в том же сезоне, против Лестершира в июле 2001 года, он сбил калитку Афтаба Хабиба в качестве своей первой наживы в матче, который Кент выиграл в три калитки на Грейс Роуд.
Его дебют в однодневной игре за крикетный клуб графства Кент состоялся в 2002 году в Кубке Бенсон и Хеджес, где в матче, который проходил под дождём, он сбил калитку Овайса Шаха и закончил его с одной калиткой при 26 пробежках. В 2002 году он 19 раз выступал за Кент в Списке А, закончив сезон с 21 калиткой при среднем показателе 23,76.
В 2005 году он провёл всего две игры в чемпионате графств, но много играл в однодневных играх, заслужив продление контракта. В 2007 году он стал более активно участвовать в чемпионате, забив свой первый первоклассный век (116*) против Йоркшира и показав лучшие в карьере показатели в боулинге (6/47) против Суррея.
Он был частью команды, которая выиграла Кубок двадцатки 2007 года, победив в финале команду Глостершира.
В конце сезона 2008 года «Кент» был исключён из первого дивизиона чемпионата графств, и провёл один сезон во втором дивизионе, добившись повышения в классе в конце сезона 2009 года, выиграв титул чемпиона второго дивизиона. Во время сезона, выигранного для повышения в классе, Тредвелл показал лучшие в своей карьере показатели боулинга, сделав 8/66 в матче против «Гламоргана», что позволило ему стать лидером по показателям боулинга во втором дивизионе чемпионата графств. Сезон 2009 года он закончил с 69 калитками в первом классе при среднем показателе 26,63; это был первый сезон, в котором он взял более 40 калиток и более одного раза «пять калиток». Он также стал вторым по количеству калиток в дивизионе после лег-спиннера Даниша Канерии (75).
Тредвелл был назначен капитаном «Кента» на сезон 2013 года, заменив Роберта Ки. Во время своего капитанства Тредвелл был вызван в сборную Англии для участия в Трофее чемпионов, а затем в однодневной серии против Новой Зеландии и позже против Австралии. Ему было сложно совмещать капитанство в «Кенте» и участие в международных турнирах, поэтому в ноябре 2013 года он оставил пост капитана и был заменен вернувшимся Ки.
В марте 2016 года Тредвелл был выбран в качестве представителя Мэрилебонского крикетного клуба (MCC) в матче за звание чемпиона графства против Йоркшира в Абу-Даби. Он взял шесть калиток в матче, сыграв 65 уиков в матче.

## Международная карьера
Выступления Тредвелла в течение домашнего сезона 2007 года и в составе Performance Squad в Индии зимой 2007/08 годов привели к тому, что в январе 2008 года он впервые был вызван в сборную Англии для участия в серии матчей против Новой Зеландии. Он не сыграл ни в одном из матчей тура и больше не вызывался в сборную Англии до декабря 2009 года, когда серия травм среди игроков в старшем составе сборной во время тура в ЮАР не заставила вызвать его в сборную Англии. Тренер Энди Флауэр поставил его на замену Грэму Свонну «на всякий случай» обострения боковой травмы Свонна. И снова он не сыграл ни одной игры, а Англия выиграла серию ODI со счетом 2-1.
Тредвелл наконец-то дебютировал за сборную Англии против Бангладеш в ODI в марте 2010 года, набрав 0/52 за 10 оверов. Он дебютировал во втором тестовом матче против Бангладеш, взяв шесть калиток, а также сделав 37 очков в первой подаче Англии. Тредвелл сыграл свой первый матч за сборную Англии на домашнем стадионе в ответной серии, взяв 0/18 на «Трент-Бридж».

### Кубок мира и Трофей чемпионов, 2011—2013
После турне по Австралии в 2010/11 году Тредвелл сыграл в двух матчах во время чемпионата мира 2011 года, получив награду «Игрок матча» в заключительном групповом матче против Вест-Индии с показателями 4/48. В сезоне 2012 года он сыграл в домашних матчах против Австралии и ЮАР, а затем в конце года отправился в турне по Индии, в котором дебютировал на турнире Twenty20 International.
К началу 2013 года Тредвелл зарекомендовал себя как ключевой игрок команды Англии, играющей в матчах с ограниченными оверами, и сыграл во всех пяти матчах против Индии, показав во время тура свой лучший результат в ODI — 4/44. Он сыграл во всех трёх матчах T20I во время тура Англии в Новую Зеландию. На Трофее чемпионов 2013 года он был основным спин-боулером сборной Англии, сыграв в четырёх из пяти матчей команды. Он сделал 3/19 в полуфинале против ЮАР и сыграл в финале против Индии, который проходил под дождем, сделав 1/25, когда Англия проиграла с минимальной разницей в пять пробежек.
Затем последовали новые игры: Тредвелл играл в матчах T20I против Новой Зеландии, выйдя на замену в одном матче, который закончился дождём после двух мячей. Он также участвовал в ODI против Ирландии и в четырёх из пяти ODI против Австралии в конце сезона, после чего отправился в турне по Австралии зимой 2013—2014 годов, а затем был отобран в турне по Вест-Индии с ограниченным количеством оверов в рамках подготовки к Кубку мира T20.

### Кубок мира T20, 2014
После того как Тредвелл вновь был выбран в состав сборной Англии на Кубок мира T20, он сыграл во всех четырёх групповых матчах сборной Англии. Англия не смогла выйти из группы и в заключительном матче турнира потерпела поражение от Нидерландов.
В 2014 году Тредвелл получил возможность участвовать в дальнейших международных турнирах, сыграв дома матчи против Шотландии, Шри-Ланки и Индии, а затем был выбран для участия в туре по Шри-Ланке в конце года, сыграв в 15 ODI и девяти T20I в течение года.

### Кубок мира и финальные матчи, 2015
Несмотря на то, что Тредвелл был выбран в состав команды для участия в трёхсерийном турнире против Индии и Австралии в начале 2015 года, он не играл, так как Моин Али был выбран вместо него в качестве спин-опции сборной Англии. Тредвелл был выбран в состав сборной на чемпионат мира 2015 года, но сыграл только в заключительной игре Англии против Афганистана, так как команда снова не смогла выйти из группового этапа. В последней игре ODI Тредвелл показал результат 1/25.
Последний международный матч Тредвелла состоялся в апреле 2015 года. Из-за травмы Моина он был включён в состав команды для участия в тесте против Вест-Индии и был выбран для участия в первом тесте серии. Он сделал 4/47 в первом иннинге матча и одну калитку во втором иннинге Вест-Индии, что стало его вторым и последним участием в тесте.